# G-Power
«G-Power» — німецька автомобільна компанія, розташована в Франкфурті, що тюнінгує автомобілі БМВ з 1983 року. 

## Про Компанію

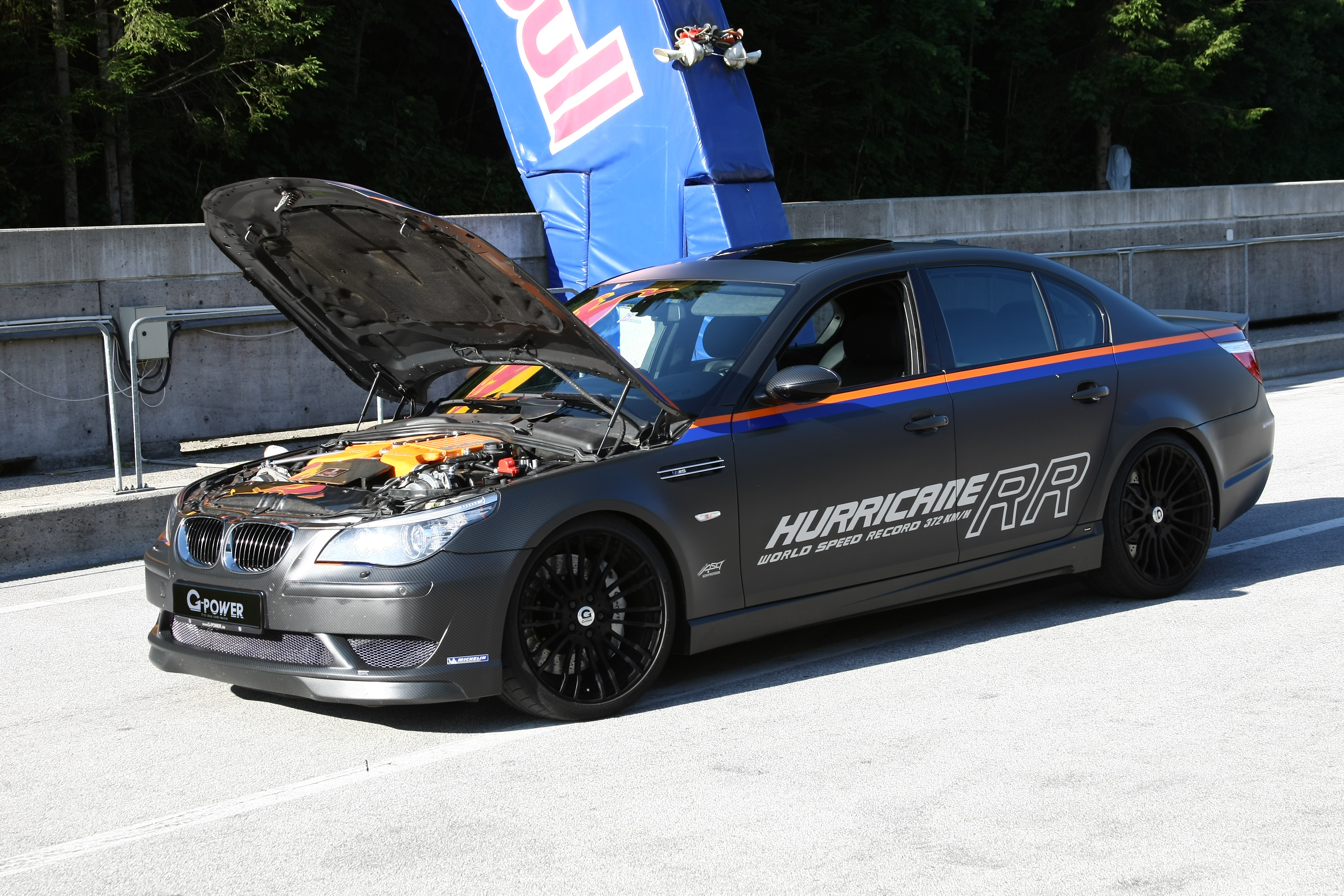
G-Power M5 Hurricane RR

Працювати з BMW Йохан Громміш почав з 1971 року, але заснувати власну компанію, яка збереглася до сьогоднішніх днів, вдалося лише у 1983 році.  Тюнінг-ательє названо скромно: «G-Power». Офіційна історія компанії нараховує лише 26 років, проте за плечима Громмішів понад 38 років досвіду роботи. 
Тюнінг-ательє встановило новий світовий рекорд по швидкості серед седанів серійного виробництва. Саме після того, як над BMW M5 попрацювали співробітники «G-Power», машина розвинула небувалу для цього класу автомобілів швидкість — понад 367 км/год.  
Тюнер славиться подібними витівками:  у серійних автомобілях на бажання замовника можне встановити додаткове обладнання, замінити деякі заводські деталі як і кузова, так і нутрощів. Після змін постає монстр у колишній оболонці, якому звиш 700 кінських під капотом. 
Співробітники компанії індивідуально підходять до кожного клієнта, дозволяючи індивідуалізувати кожне авто. Крім поліпшення технічних характеристик фахівці ательє працюють і над інтер'єрами салонів. Дизайнери втілюють у життя будь-який каприз клієнта, використовуючи  якісні, натуральні матеріали. 
Попри те, що «G-Power» робить акцент на спортивних автомобілях, тюнер піклується і про збереження навколишнього середовища:  в компанії ведуться розробки новітнього обладнання, яке зменшуватиме шкідливий вплив процесів згоряння на навколишнє середовище. 

## Тюнінгові компанії
- AC Schnitzer
- Arden
- Mercedes-AMG
- Lorinser
- Brabus
- Carlsson
- Kleemann
- Renntech
- BMW M
- quattro GmbH
- Alpina